# Obóz pracy przymusowej Ohrdruf

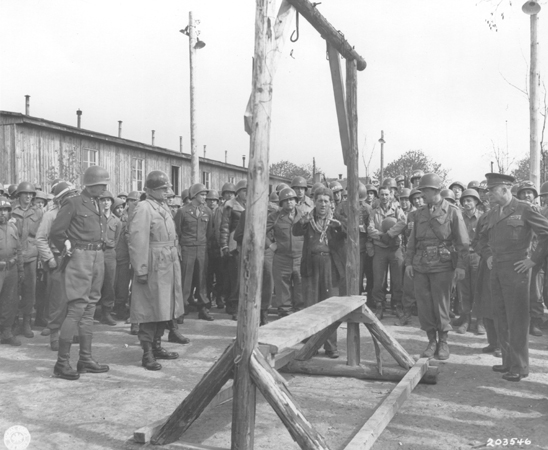
Szubienica na której wieszano więźniów za pomocą struny fortepianowej

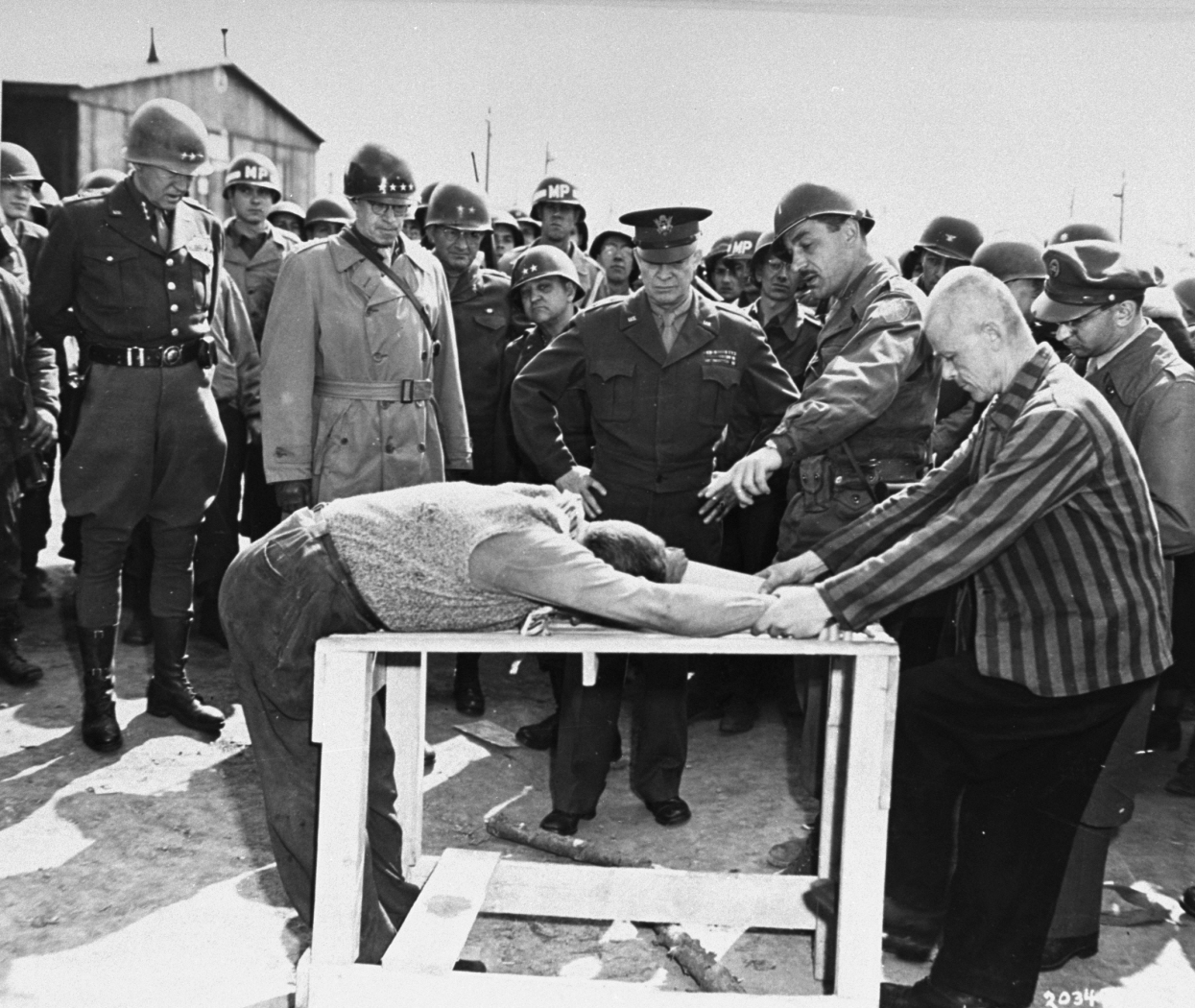
Ława służąca do wymierzania kary chłosty za pomocą pałki

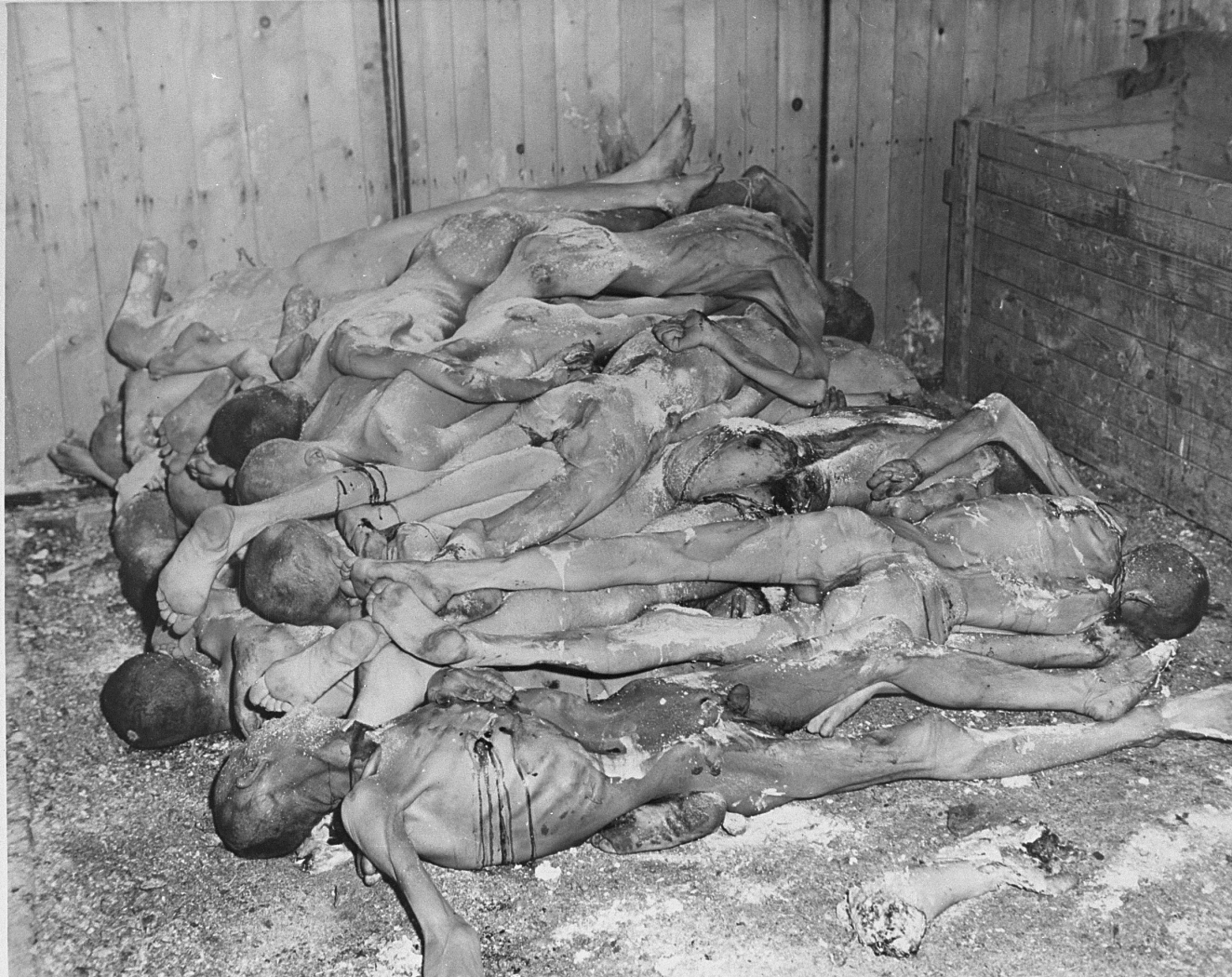
Zwłoki więźniów w szopie

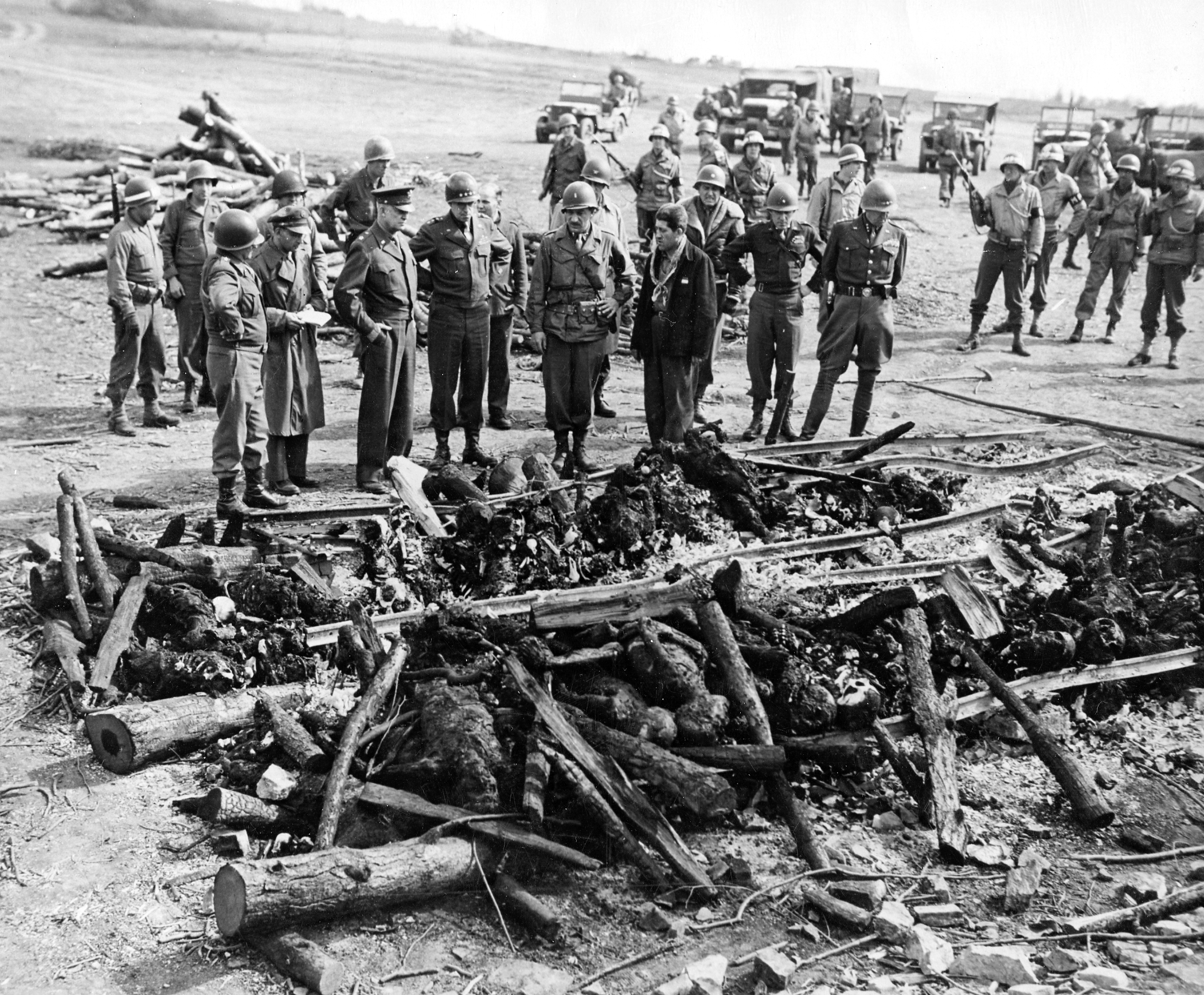
Generałowie Eisenhower, Patton i Bradley oglądają spalone zwłoki więźniów na specjalnym ruszcie

Obóz pracy przymusowej Ohrdruf (niem. Zwangsarbeitslager Ohrdruf) – niemiecki obóz pracy przymusowej i koncentracyjny położony niedaleko miasta Ohrdruf w Turyngii, który był podobozem obozu koncentracyjnego Buchenwald.
Obóz pracy przymusowej Ohrdruf wyzwolony w kwietniu 1945 roku, był pierwszym niemieckim nazistowskim obozem koncentracyjnym wyzwolonym przez armię amerykańską w czasie II wojny światowej.  

## Opis
Utworzony w listopadzie 1944 roku Ohrdruf był początkowo oddzielnym obozem pracy przymusowej, bezpośrednio kontrolowanym przez Główny Urząd Gospodarki i Administracji SS (SS-WVHA), ale później stał się podobozem obozu koncentracyjnego Buchenwald w pobliżu Weimaru. Wykorzystywał baraki pierwotnie zbudowane w 1940 roku dla żołnierzy Wehrmachtu, wykorzystując pobliski Truppenübungsplatz, a także inne obiekty. Obóz o kryptonimie Außenlager S III składał się z obozu północnego i południowego; później dodano obóz namiotowy w Espenfeld i obóz w Crawinkel. Obóz był wykorzystywany na potrzeby planowanego projektu budowy kolei dla ogromnego centrum komunikacyjnego w piwnicy zamku Mühlberg w Ohrdruf. Więźniowie musieli pracować nad połączeniem zamku z główną linią kolejową i kopać tunele w pobliskich górach, które miały służyć jako schronienie awaryjne dla pociągu, w którym znajdował się „Führerhauptquartier”. Proponowane centrum komunikacyjne nigdy nie zostało ukończone z powodu szybkiego postępu Amerykanów.
Pod koniec 1944 roku przetrzymywano tu około 10 000 więźniów; do marca 1945 roku łączna liczba wysłanych tutaj wyniosła około 20 000, głównie Rosjan, Polaków, węgierskich Żydów, Francuzów, Czechów, Włochów, Belgów, Greków, Jugosłowian i Niemców. Warunki były tragiczne: w barakach nie było łóżek, „tylko pokryta krwią słoma i wszy”. Pomimo pory roku nie wszyscy więźniowie byli przetrzymywani w barakach – niektórzy byli zakwaterowani w stajniach, namiotach i starych bunkrach. Dzień pracy początkowo trwał od 10 do 11 godzin, później 14 godzin, obejmował ciężką pracę fizyczną przy budowie dróg, kolei i tuneli. Ponadto więźniowie musieli radzić sobie z długimi marszami i apelami, całkowitym brakiem sanitariatów i opieki medycznej oraz niewystarczającą ilością żywności i odzieży.
W styczniu 1945 roku strażnicy SS-Totenkopfverbände zostali wzmocnieni przez esesmanów z Auschwitz-Birkenau. Pod koniec wojny więźniowie zostali wykorzystani do budowy podziemnej siedziby Adolfa Hitlera („Führerhauptquartier”), która miała być wykorzystywana po ewentualnej ewakuacji Berlina. Budowa nigdy nie została ukończona.
Nadal nie jest jasne, nad jakimi projektami pracowali więźniowie z Ohrdruf. Oprócz tymczasowych kwater dla przywódców nazistowskich Niemiec, rozległe prace tunelowe i inne prace w Jonastal wskazują na istnienie jakiejś fabryki zbrojeniowej. Istnieją teorie, że obiekt ten był przeznaczony do testowania niemieckiej bomby atomowej, ulepszonego pocisku rakietowego V-2 lub bombowców odrzutowych dalekiego zasięgu.
Pod koniec marca 1945 roku w obozie przebywało około 11 700–13 000 więźniów. Gdy wojska amerykańskie zbliżały się do Ohrdruf, 1 kwietnia SS rozpoczęło ewakuację niemal wszystkich więźniów podczas marszu śmierci do Buchenwaldu. Podczas tego marszu SS, Volkssturm i członkowie Hitlerjugend zabili około 1000 więźniów. Masowe groby zostały ponownie otwarte, a esesmani próbowali spalić zwłoki. Strażnicy SS zabili wielu pozostałych więźniów w północnej części obozu, których uznano za zbyt chorych, aby byli w stanie dojść do wagonów kolejowych. Po zwabieniu ich na plac apelowy, twierdząc, że mają zostać nakarmieni, esesmani zastrzelili ich i pozostawili ich ciała na otwartej przestrzeni.
Oprócz osób zabitych w marszu śmierci szacuje się, że około 3000 więźniów zmarło z wyczerpania lub zostało zamordowanych na terenie obozu. Łącznie z osobami, które miały pracować tutaj do śmierci, ale zostały przeniesione gdzie indziej, aby tam umrzeć, szacuje się, że łączna liczba ofiar wynosi około 7000.

## Wyzwolenie
Ohrdruf został wyzwolony 4 kwietnia 1945 roku przez 4 Dywizję Pancerną i 89 Dywizję Piechoty. Gdy żołnierze 4 Dywizji Pancernej weszli do obozu, odkryli stosy ciał, niektóre pokryte wapnem, a inne częściowo spalone na stosach. Makabryczna natura ich odkrycia skłoniła generała Dwighta Eisenhowera, Naczelnego Dowódcę Alianckich Sił Ekspedycyjnych w Europie, do odwiedzenia obozu 12 kwietnia, wraz z generałami George’em Pattonem i Omarem Bradleyem.
Widok nazistowskich zbrodni popełnianych w Ohrdruf wywarł silne wrażenie na Eisenhowerze który chciał, aby świat dowiedział się, co wydarzyło się w niemieckich obozach koncentracyjnych. 19 kwietnia 1945 roku wysłał telegram do generała George’a Marshalla z prośbą o sprowadzenie członków Kongresu i dziennikarzy do niedawno wyzwolonych obozów, aby mogli oni przekazać amerykańskiej opinii publicznej straszną prawdę o niemieckich okrucieństwach. Tego samego dnia Marshall otrzymał pozwolenie od sekretarza wojny, Henry’ego Stimsona i prezydenta USA Harry’ego Trumana na wizytę tych delegacji w wyzwolonych obozach.

Obóz Ohrdruf wywarł również ogromne wrażenie na generale Pattonie, który tak go opisał w swoim dzienniku: 

[...] Przerażający widok przekraczał wszelkie wyobrażenie. Po terenie oprowadzał nas jakiś człowiek. podający się za byłego więźnia. Pokazał nam najpierw szubienice, na których wieszano ludzi za próbę ucieczki. Zapadnia znajdowała się około 2 stóp (60 centymetrów) nad ziemią, a do wieszania używano struny fortepianowej, dopasowanej w ten sposób, aby palce delikwenta sięgały ziemi, tak że śmierć przez uduszenie następowała po około piętnastu minutach. Szarpnięcie bowiem przy spadku było niedostateczne dla przerwania stosu pacierzowego. Deskę spod stóp wieszanego wytrącało kopnięciem dwóch następnych w kolejności skazanych na śmierć. Kilku znajdujących się w obozie Niemców stwierdziło. że w ten sposób zostali powieszeni generałowie po zamachu bombowym na Hitlera.
Nasz przewodnik pokazał nam później ławę, na której wymierzano karę chłosty; wysokość ławy sięgała krocza przeciętnie wysokiego człowieka. Umieszczone w dybach nogi karanego sięgały ziemi, a ciało, wyciągnięte na lekko wklęśniętej ławie, trzymało dwóch strażników. Razy wymierzano w plecy i w lędźwie. Używana do bicia pałka, pokryta jeszcze krwią była grubsza niż rękojeść oskarda. Przewodnik nasz utrzymywał, że również dostał dwadzieścia pięć razów tym narzędziem. Później okazało się, że nie tylko nie był więźniem, lecz jednym z oprawców. Generał Eisenhower musiał to podejrzewać, bo zjadliwie go zapytał, jakim sposobem jest on taki tłusty. Następnego dnia znaleziono go martwego. Zabili go więźniowie.
Tuż za ławą znajdował się stos czterdziestu trupów bardziej lub mniej obnażonych. Wszyscy ci więźniowie otrzymali strzał w tył głowy z bliskiej odległości, a z ran jeszcze sączyła się krzepnąca na ziemi krew.
W pobliskiej szopie leżało czterdzieści kompletnie nagich trupów w ostatnim stadium wychudzenia. Ciała były lekko spryskane wapnem, widocznie nie w celu ich zniszczenia, lecz dla zabicia odoru. Wapno jest bardzo mało skutecznym środkiem, jeśli o to chodzi. Według moich obliczeń szopa mogła pomieścić około dwustu trupów. Powiedziano nam, że pozostawiano tam ciała, dopóki szopa się nie wypełniła, po czym je zabierano i grzebano; od 1 stycznia 1945 roku, jak opowiadali więźniowie, zabrano z tej szopy i pogrzebano około 3000 ludzi.
Kiedy nasze wojska zbliżały się do Ohrdrufu, Niemcy uznali, że lepiej będzie, jeśli usuną dowody swych zbrodni. Kazali więc więźniom odkopać dopiero co pogrzebane ciała i zbudować coś w rodzaju gigantycznego rusztu z 60-centymetrowych szyn kolejowych ułożonych na fundamencie z cegły. Na rusztowaniu ułożono trupy usiłując je spalić. Ale to się nie udało. Chcąc nie chcąc nasuwała się myśl o jakimś gigantycznym obrządku pieczenia mięsa u ludożerców. Z dołu, częściowo wypełnionego zieloną wodą, wystawały ramiona, nogi i inne części ciał ludzkich.

## Dalsze losy
Poligon wojskowy Truppenübungsplatz Ohrdruf został przejęty w lipcu 1945 roku przez Armię Czerwoną, ponieważ Turyngia stała się częścią radzieckiej strefy okupacyjnej w Niemczech. Obóz został zrównany z ziemią. W tym czasie wzniesiono dwa pomniki ku czci poległych. Od 1993 roku obszar ten jest pod opieką Bundeswehry.
Do dziś z okresu istnienia obozu Ohrdruf pozostały jedynie bunkry amunicyjne, w których przetrzymywano więźniów.